# Samia Gamal
Samia Gamal (àrab: سامية جمال, Sāmiya Jamāl) (Wana, Egipte, 22 d'agost de 1924 - el Caire, 1 de desembre de 1994) és el nom artístic d'una célebre ballarina de dansa del ventre, Zainab Ibrahim Mahfuz, proclamada «ballarina nacional d'Egipte» i que va incorporar importants novetats en aquesta dansa. També va participar en nombroses pel·lícules com a actriu i ballarina.

## Biografia
Samia Gamal va néixer a Wana però poc després del seu naixement la seva família es va traslladar a viure al Caire, a prop del conegut i turístic mercat de Khan al-Khalili, on va créixer. Es va formar com a ballarina de dansa oriental i de dansa clàssica. Va treballar com a ballarina amb Badia Masabni, que li va donar el seu nom artístic i va propulsar la seva carrera de ballarina. Ràpidament va aconseguir fer espectacles ballant ella sola, als quals va poder imprimir amb tota llibertat el seu estil. Això ho va compaginar amb el cinema. Ja als divuit anys va fer la seva primera pel·lícula, Gawhara (1942), el que no va ser obstacle perquè als vint-i-cinc anys fos proclamada pel rei Faruk I «ballarina nacional d'Egipte». En aquesta època es va enamorar del músic i actor Farid El Atrache, amb el qual van rodar junts una gran quantitat de pel·lícules a Egipte, com És a tu que t'estimo (1949) o La senyora diablesa (1949), ja que formaven una parella molt popular. Uns anys més tard, quan el seu romanç va acabar, ella va seguir fent cinema i va començar a participar en pel·lícules internacionals. El 1952 es va casar amb el texà Sheppard King, un ric home de negocis del sector del petroli, i va començar a ser asídua de les revistes del cor, cosa que va augmentar molt la seva popularitat. Una de les pel·lícules d'aquesta època va ser, per exemple, La vall dels reis (1954). Pocs anys després es van divorciar i el 1958 ella es casava de nou, aquesta vegada amb un dels actors egipcis més coneguts de l'època, Rushdy Abaza. Amb ell va protagonitzar nombroses pel·lícules. Va ballar en públic fins als seixanta anys aproximadament, mentre que el cinema el va deixar una vintena d'anys abans. La seva última pel·lícula en vida va sortir el 1963. Va morir el 1994, però fins i tot després de la seva mort han sortit diverses pel·lícules i documentals al cinema amb ella de protagonista, aprofitant extrets de gravacions passades de coreografies célebres seves. És el cas, per exemple, de Samia per sempre (2003).

## Aportacions a la dansa
Samia Gamal es va formar a la companyia de Badia Masabni, considerada la creadora de la dansa del ventre moderna, i la va fer evolucionar encara més fins a la dansa que coneixem avui dia. També va tenir influències de Tahia Carioca, primera ballarina de la companyia de Badia Masabni quan Samia treballava amb elles. Samia va contribuir a fer que la dansa del ventre guanyés un status més professional i respectable, aportant expressivitat, tècnica presa de la dansa clàssica i espectacle. També va aportar un estil d'improvissació més lliure a partir del moment que va començar a fer solos.
Com a elements més concrets, va ser la primera ballarina d'aquesta disciplina a ballar amb sabates de taló alt i a incorporar el mocador per ballar. La idea del mocador li va venir perquè havia après a ballar amb ell com a exercici per a millorar la seva tècnica en dansa clàssica, amb la seva professora Ivanova. A més, va incorporar passos i altres elements de la dansa clàssica i de balls llatins.